# Сенокосная (река)
Сенокосная — река в России, протекает по территории Выборгского района Ленинградской области. Берёт своё начало из озера Пионерского, впадает в Высокинское озеро, которое незамерзающей протокой Вихайоки сообщается Финским заливом. Длина реки Сенокосной — 10 км.

## Данные водного реестра
По данным государственного водного реестра России относится к Балтийскому бассейновому округу, водохозяйственный участок реки — Реки и озера бассейна Финского залива от границы РФ с Финляндией до северной границы бассейна р. Нева, речной подбассейн реки — Нева и реки бассейна Ладожского озера (без подбассейна Свирь и Волхов, российская часть бассейнов). Относится к речному бассейну реки Нева (включая бассейны рек Онежского и Ладожского озера).
Код объекта в государственном водном реестре — 01040300512102000008317.